# Franciszek Żwirko
Franciszek Żwirko (16. září 1895 Święciany – 11. září 1932 při leteckém neštěstí v Těrlicku) byl poručík a pilot polské armády, sportovní pilot. Spolu s inženýrem Stanisławem Wigurou získal v roce 1932 první místo v soutěži Challenge a mezinárodní pohár pro Polsko. Byl otcem popularizátora letectví Henryka Żwirky.

## Životopis

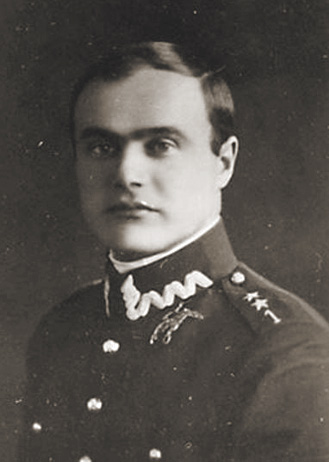
Franciszek Żwirko (1927)

Vystudoval střední školu ve Vilniusu a během první světové války byl povolán do ruské armády. Po absolvování důstojnické školy v Irkutsku sloužil u pěchoty vč. v 27. sibiřském střeleckém pluku a 674. pěším pluku bojujícím s Němci. Službu v ruské armádě ukončil v hodnosti poručíka. V roce 1917 nastoupil do vznikajícího polského sboru generála Dowbora-Muśnického v Rusku. Po demobilizaci sboru v červenci 1918 vstoupil do ruské „bílé“ dobrovolnické armády generála Děnikina bojující v ruské občanské válce. Poté absolvoval kurz leteckých pozorovatelů. V září 1921 překročil hranici do Polska a vstoupil do služby v polském letectvu.
V Polsku sloužil od 19. července 1922 u 1. leteckého pluku ve Varšavě. V listopadu 1923 absolvoval Pilotní školu v Bydhošti a poté v roce 1924 Vyšší školu pilotů v Grudziądzu, poté působil jako pilot v 18. stíhací peruti 1. pluku v hodnosti poručíka. V roce 1925 byl jako instruktor delegován na zdejší školu pilotů. Také se začal aktivně podílet na leteckém sportu a vyznamenal se jako skvělý a vyrovnaný pilot. V roce 1926 byl jedním z prvních, kdo zahájil noční lety v polském vojenském letectví a provedl noční průlet nad Polskem. 28. srpna 1927 letěl v mezinárodní soutěži Malé dohody a Polska v Jugoslávii s kpt. Władysławem Popielem v letounu Breguet 19 – obsadil 2. místo v celkové klasifikaci a 1. místo v okružním letu ze 14 posádek. Od roku 1928 sloužil ve 111. stíhací peruti, ale počátkem roku 1929, když zůstal formálně přidělen k 1. leteckému pluku, se stal styčným důstojníkem Akademického aeroklubu ve Varšavě. 22. listopadu 1928 v Bydhošti se oženil s Agnieszkou Kirskou.
Převzetí funkce styčného důstojníka v Akademickém aeroklubu, kterou vytvořili mladí konstruktéři – nadšenci, mělo za následek zvýšení aktivity Żwirky v oblasti leteckých sportů. Zvláště se spřátelil s mladým inženýrem Stanisławem Wigurou, jedním z konstruktérů týmu RWD, který s ním od té doby létal jako mechanik. Mezi 9. srpnem a 6. zářím 1929 provedli okružní let po Evropě na trase Varšava–Frankfurt–Paříž–Barcelona–Marseille–Milán–Varšava, dlouhé téměř 5 000 km, na první kopii lehkého letadla RWD-2. 16. října vytvořil Żwirko s Antoninem Kocjanem na RWD-2 mezinárodní letový rekord FAI ve výšce 4004 m ve třídě letadel o hmotnosti do 280 kg, čímž dosáhl prvního leteckého rekordu v Polsku. V období květen-září 1930 byl velitelem vojenského leteckého výcviku v Lodži. V únoru 1930 byl zvolen členem správní rady Lodžského leteckého klubu.

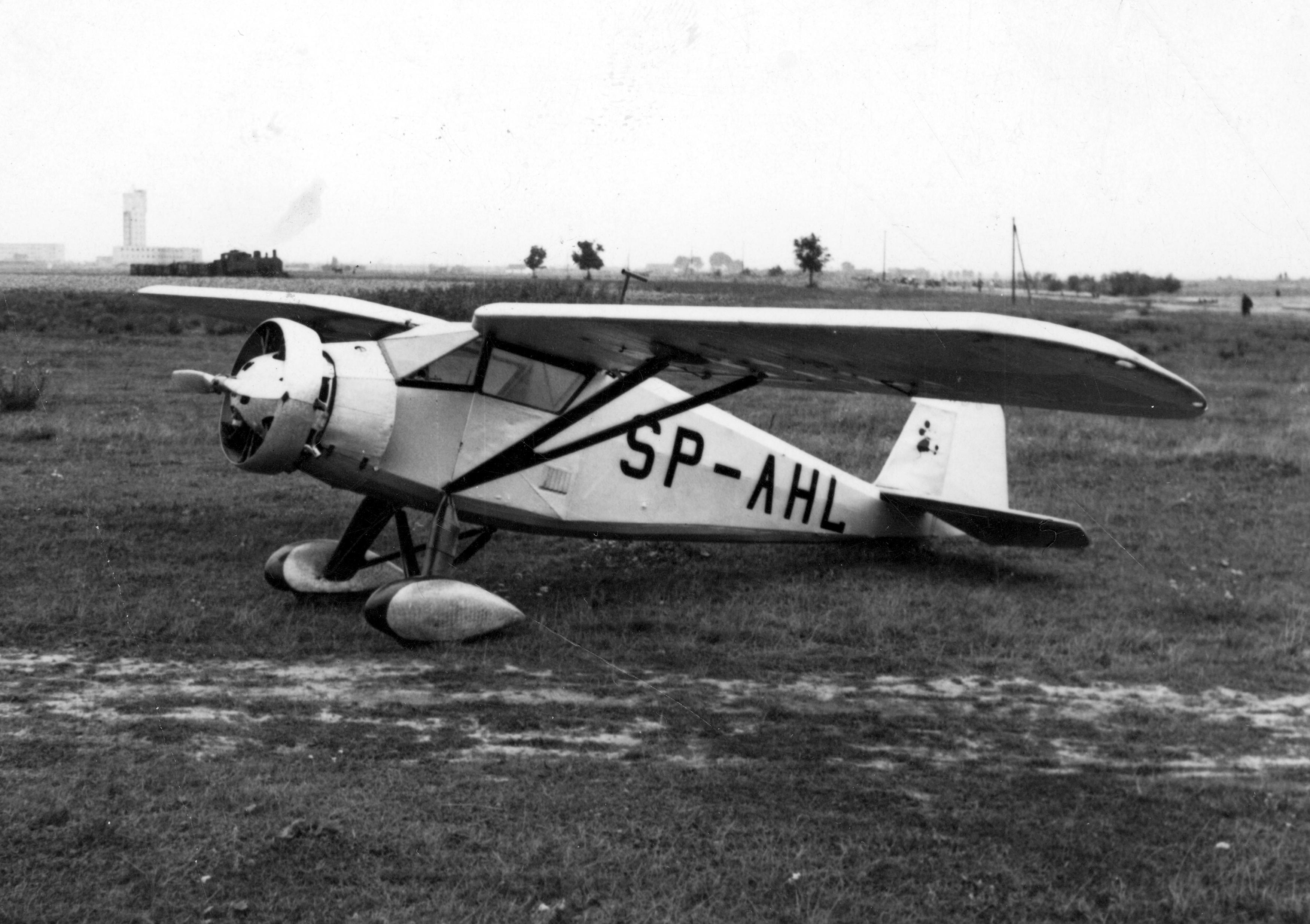
RWD 6 SP-AHL

V červenci 1930 se Żwirko a Wigura zúčastnili mezinárodní soutěže turistických letadel Challenge 1930 na letadle RWD-4, ale 25. července museli po nuceném přistání ve Španělsku odstoupit kvůli poruše motoru, na přelomu září a října vyhráli 3. národní soutěž avionet (RWD-4) a na přelomu září a října 1931 – ve 4. národní soutěži turistických letadel (na RWD-5). 7. srpna 1931 se Żwirko a Stanisław Prauss pokusili překonat výškový rekord letu s RWD-7, dosahující 5996 m, ale federace FAI rekord kvůli nestandardním měřicím přístrojům neuznala. 22. prosince 1931 byl Żwirko přeložen ze své pozice v aeroklubu na pozici velitele školní letky Výcvikového střediska leteckých důstojníků v Dęblinu.
V dubnu 1932 byl Żwirko určen komisí polského aeroklubu k reprezentaci Polska v soutěži turistických letadel – Challenge 1932. Jako druhý člen posádky byl vybrán Stanisław Wigura. V soutěži konané ve dnech 20.–28. srpna 1932 obsadili s letadlem RWD-6 první místo, a přinesli tak velký úspěch polskému letectví. Na památku této události se 28. srpna slaví Den polského letectva.
11. září 1932 během cesty na letecké shromáždění v Praze zahynuli Franciszek Żwirko a Stanisław Wigura v prudké bouři v lese v Horním Těrlicku na Těšínsku v Československu. Toto místo je nyní známé jako „Żwirkowisko“.